# 嘔吐恐怖症
嘔吐恐怖症（おうときょうふしょう）とは、自分が吐くこと・他人が吐くことに対して、強迫的に恐怖を感じる状態を指す。パニック障害の一種と考えられている。不安神経症やうつを伴う例もみられる。
治療法については、「嘔吐恐怖症#治療法」を参照。

## 原因
幼少期などに、自分が嘔吐したことで苦しい思いをしたり、恥ずかしい思いをしたこと、または他人の嘔吐を目撃して激しい嫌悪を感じたことなどによる場合が多い。

## 症状
- 嘔吐の恐怖に直面した際に起こる、激しい動悸・めまい・震えなど。
- 万が一体調不良によって吐き気に襲われても、恐怖心が勝って吐くことができない（無理やり我慢する）場合が多い。
- 恐怖心が昂じると、常に「自分自身に起こる吐き気」への恐怖に囚われ、「吐いてしまうのではないか」という強迫観念から外食やげっぷができなくなったり、家での食事や外出もままならなくなることがある。
- 恐怖を感じるのは、主に自分自身が吐き気を感じた時、家族・他人が吐いている現場を見た時、嘔吐物を見たり嗅いでしまった時など。また、文面など嘔吐を連想させるものや出来事、過去のそういった出来事を思い出すなど極度に敏感な場合がある。
- 予期不安を感じて、吐き気が生じる場合もある。
- 恐怖のパターンは人によって様々で、中には「自分の嘔吐は平気だが他人の嘔吐が怖い」またはその逆、という人もいる。
- 他人の嘔吐（指を舌の奥に入れて刺激するなどの「嘔吐反射」を含む）を停止させようと強要する。
- 嘔吐恐怖症の中には全員ではないが、死ぬことより吐く方が怖いと感じる人もいる。

## 治療法
外出ができない場合は行動療法が有効だと言われる。たとえば一駅ずつ電車に乗る範囲を広げ、大丈夫だったという体験などを積み重ねることである。嘔吐感を軽減する投与薬としてドンペリドンが使われることがある。
行動療法の中でも嘔吐恐怖症に対する治療効果が実証されているのは認知行動療法である。

### 認知行動療法
認知行動療法を用いた介入法として、次のようなものがある。
- 注意のシフトトレーニング：食事時や不安時に、胃の調子や吐き気などの内部感覚に意識を向けることをやめ、食べ物の味や会話の内容など外部の物事に意識を向けられるようサポートする技法[3]。
- セルフモニタリング：嘔吐恐怖を感じた場面で実際に起こったことを記録することで、吐いてしまうかもしれないというイメージ（予測）と、実際には吐いていないということ（事実）との違いに気づけるよう支援する技法[3]。
- 曝露療法：回避（食事をしないなど）や安全確保行動（途中で離席するなど）をせず、嘔吐に対する不安感がある場面に直面することをサポートする技法。これによって、「回避や安全確保行動をせずとも、予期していた恐ろしい結果（嘔吐など）は起こらないこと」・「不安感や吐き気は長く続かず、時間経過とともに和らいでいくこと」を実体験を通して学ぶことができ、症状が軽快する[3]。

曝露療法を行う際に、行動実験（信念の妥当性を行動を伴った実験を通して検証すること）も併用することができる。たとえば、「満腹感は嘔吐をもたらす」という信念の妥当性を検証する行動実験を行い、「満腹感は嘔吐をもたらさない」という気付きを得て、回避や安全確保行動を減らすことをサポートした事例がある。
なお、嘔吐恐怖の背景に、嘔吐した場合に他者からどう思われるかに関する不安がある場合、嘔吐に対する他者評価の調査も有用である。目の前で嘔吐が起こった場合に人はどのように思うかに関する調査を患者と治療者が協働で行い、迷惑だと思う者は一人もいなかったという調査結果を得て、嘔吐恐怖の背景にある不安を払拭した事例が報告されている。